# 名誉ソムリエ
名誉ソムリエ（仏：sommelier d'honneur）とは、ワインや日本酒などの団体が定める名誉職であり、称号。主に日本ソムリエ協会が任命する。なお、同協会ではソムリエ・ドヌールを正式呼称とする。類似の職名・称号に名誉唎酒師酒匠、名誉唎酒師がある(本項で解説)。

## 名誉ソムリエ
日本ソムリエ協会では、国内外の著名な人物に、ワインや日本酒などの飲料の楽しみ方を宣伝するとともに、協会の主旨、活動を周知することを目的に定めている。名誉ソムリエの選任要件は、ワイン等の普及やソムリエの育成に功績のあった人物、また今後飲食業界ならびに同協会の発展のために尽力する人物とされる。その趣旨から啓発的な意味合いが強く主な人物には閣僚や都道府県知事や市町村長なども多い。
都道府県では2008年(平成20年)に当時の長野県知事村井仁が前任の田中康夫と同時に任命された例、2016年8月に石川県知事の谷本正憲が、同年9月には福井県知事の西川一誠が名誉ソムリエに就任している。2023年2月には岸田文雄が現職の総理として初めて任命された。

## 名誉唎酒師酒匠・名誉唎酒師
また、日本酒サービス研究会・酒匠研究会連合会では名誉唎酒師酒匠及び名誉唎酒師の職位を定めている。同協会によれば、「日本酒及び日本文化の普及、発展に貢献されている方の功績、業績を称え、酒造之太祖久斯之神(出雲佐香神社)より任命される酒泉酒仙の会における職位」であり、名誉唎酒師酒匠は「日本酒及び日本文化の普及、発展に資する功績、業績が顕著であると認められる有識者」に、名誉唎酒師は「日本酒及び日本文化の普及、発展に資する功績、業績が顕著であると認められる唎酒師あるいは焼酎唎酒師。」に委嘱されている。任命者の中では日本酒の普及啓発を行う者も多く、実業家の高城幸司が"名誉利き酒師"の表記で書籍を刊行しているのはその例である。

### 文献資料
- 高城幸司著『名誉利き酒師・高城幸司が教える 今から始めて極める『日本酒』趣味によし、ビジネスによしー気軽に楽しむ大人のたしなみー』(クリーク・アンド・リバー社、2013年) ASIN B00EZIZ4B8

### 報道資料
- 『朝日新聞』2008年11月13日朝刊長野全県・2地方版
- 『毎日新聞』2016年8月10日東京朝刊
- 『読売新聞』2016年9月5日大阪朝刊福井版

### インターネット資料
- 日本ソムリエ協会ウェブサイト「ソムリエドヌール」
- 日本酒サービス研究会・酒匠研究会連合会ウェブサイト「名誉唎酒師酒匠／名誉唎酒師 名誉唎酒師酒匠／名誉唎酒師」